# トム・ニコン
トム・ニコン（Tom Nicon、1988年3月22日 - 2010年6月18日）は、2000年代に活動したフランス出身の男性ファッションモデル。イギリス発のファッションブランド『バーバリー・プローサム』の広告塔活動が特に著名となったほか、ルイ・ヴィトン、ヴェルサーチ、ヒューゴ・ボスなど多くのファッションブランドの仕事をこなした。
2010年に死去。自殺と見られた。

## 来歴
フランス共和国のトゥールーズに出生。バーバリーの広告塔としての活動が特に知られたほか、イヴ・サンローラン、ジャン・ポール・ゴルチエ、ヒューゴ・ボス、ヴェルサーチ、ドルチェ&ガッバーナ、ケンゾーなどの高名なファッションブランドのショーを多くこなした。時のヨーロッパの男性ファッションモデルらの中でも屈指の有望株と見られていた人物であった。

## 死
その死の現場となったのはイタリアのミラノで、ヴェルサーチのショーのリハーサルを終えて帰宅後アパートの4階から落下。
ミラノメンズコレクション開幕のわずか数時間前のことで、ミラノ市警は即座に自殺と断定したうえで捜査を開始。
アパートはミラノの街の中心部に位置し、ニコンは友人らとともにそこに滞在していた。22歳没。遺書の類は確認されなかった。

## 波紋
時はノエミ・ルノワールの自殺未遂、キム・ダウルの死、アンブローズ・オルセンの死、アレキサンダー・マックイーンの死、リナ・マルランダの死、そしてルスラナ・コルシュノワの死などといった、ファッション界に立て続けに起きる悲劇的事件の数々に揺れていた時期であり、ニコンの死もその一環たる出来事として語られた。

## 反応
ミラノ市警は失恋による意気消沈が要因となっての自殺であったものと推理。一方、イタリアファッション界の重鎮として知られるジョルジオ・アルマーニは次のようなコメントを発している。
『この世界は若さと密に結びつけられ過ぎていて、まるで人生が22歳で終わってしまうかのようだ。私たちはあの若者たちに「人生は23歳以降も同じように美しい」ということを理解させる必要がある。』
ファッションサイトの匿名の投稿。
『オーディションに行くとディレクターたちは私たちを一瞥して、それから無視される。何がいけないのだろうと悩んで一生すごすことになる。どうして自分は仕事を手に入れられなかったのだろうと。』
ある業界人は次のように述べた。
『洋服（にフィットすること）がそれほど厳しくない男性モデルは、ときどき仕事をまるでバックパック旅行の休暇のように扱う。彼らはこれは長くやっていける仕事ではないと気づく。名前が売れれば業界により長く居られて、他の仕事へ移ったり、自分自身をブランドにできるとわかっている女性モデルとは違うのだと。』